# Edison Veiga
Edison Veiga (Taquarituba, 30 de agosto de 1984) é um jornalista e escritor brasileiro. Reconhecido por sua contribuição ao jornalismo cultural e histórico, Veiga é autor de diversas obras, com destaque para biografias e livros-reportagem.

## Biografia
Edison Veiga começou sua carreira aos 13 anos em um jornal local de sua cidade natal, Taquarituba, interior de São Paulo. Formou-se em Jornalismo pela Universidade Estadual Paulista (Unesp) e trabalhou por vários anos em grandes veículos da imprensa brasileira, como Editora Abril e O Estado de S. Paulo. Além disso, colaborou para plataformas internacionais como Radio France Internacional, BBC Brasil, Deutsche Welle (DW Brasil), e UOL.
Durante sua carreira, Edison Veiga foi premiado e reconhecido por sua atuação em temas históricos e culturais, com foco em investigações aprofundadas e reportagens que exploram a cultura brasileira e figuras históricas. Entre seus trabalhos mais notáveis estão matérias sobre a exumação dos restos mortais da família imperial brasileira, o que lhe rendeu o Prêmio Petrobras de Jornalismo em 2013.
Durante oito anos, Veiga manteve a coluna Paulistices no jornal O Estado de S. Paulo, onde escrevia sobre curiosidades e aspectos históricos de São Paulo.
Atualmente, reside na Europa, onde continua a contribuir para diversos veículos de comunicação, com destaque para suas colaborações com a TV Cultura, DW Brasil, BBC, CNN Brasil e crônicas semanais na Veja além de publicações locais como a revista cultural luso-eslovena Sardinha.
Em Dezembro de 2024, foi apresentado como novo integrante do podcast Travessia, assumindo o lugar de Caio Quero.

## Contribuições com a Wikipédia
O jornalista tem contribuído positivamente com a Wikipédia através da publicação de matérias informativas, desmistificando a plataforma, suas regras e dinâmicas, abordando polêmicas e também os avanços no combate ao vandalismo e desinformação na plataforma:
- Contra vandalismo eleitoral, Wikipédia em português pela 1ª vez muda edição[11]
- Contra desinformação, Wikipédia se torna mais exigente[12]
- Wikipédia: aos 20 anos, plataforma promove parcerias e está mais confiável[13]

## Obras

Livro Santo Antônio de Pádua

Edison Veiga é autor de diversas obras literárias, que abordam desde temas históricos a biografias e literatura infantil. Entre seus livros mais conhecidos estão:
- Padre Marcelo Rossi - A Superação pela Fé (primeira biografia sobre o sacerdote católico Marcelo Rossi);
- Enigma;
- Essa Tal Proclamação da República;
- Mingutas;
- O Menino Que Sabia Colecionar;
- O Theatro Municipal de São Paulo;
- Titereiro;
- Santo Antônio de Pádua - Uma Biografia Jornalística (Editora Planeta).[16]

A biografia de Santo Antônio de Pádua é uma das principais obras de Veiga, resultado de uma pesquisa extensa, que incluiu consultas a documentos históricos em instituições de Portugal e no Vaticano. O livro aborda a vida e o legado do santo, mesclando fatos e lendas, com o objetivo de traçar um retrato fiel de sua importância histórica e cultural.

## Premiações e Indicações
Edison Veiga foi reconhecido ao longo de sua carreira por premiações e indicações, especialmente em suas reportagens investigativas e trabalhos voltados para a história e a cultura brasileira, dentre elas cabe ressaltar:
- Prêmio Estadão Jovens Talentos do Jornalismo (2004).
- Concurso Francisco Igreja (2001)
- Concurso Poesantos (2001)
- Eduardo Ballerini (2000 e 2002).
- Prêmio Petrobras de Jornalismo (2013): Veiga recebeu esse importante prêmio pelo conjunto de reportagens sobre a exumação dos restos mortais da família imperial brasileira, uma série que explorou os bastidores do processo e trouxe à tona novos detalhes históricos
- Grande Prêmio Estácio de Jornalismo (2014)[19]